# Klášter Dürnstein
Klášter Dürnstein v údolí Wachau v Dolních Rakousích, okres Kremže, leží na Dunaji, asi 8 km západně od města Kremže (Krems). Zrušený klášter od roku 1788 patří ke klášteru augustiniánů kanovníků v Herzogenburgu. Věž klášterního kostela s modro-bílou fasádou se pokládá za symbol celého kraje Wachau.

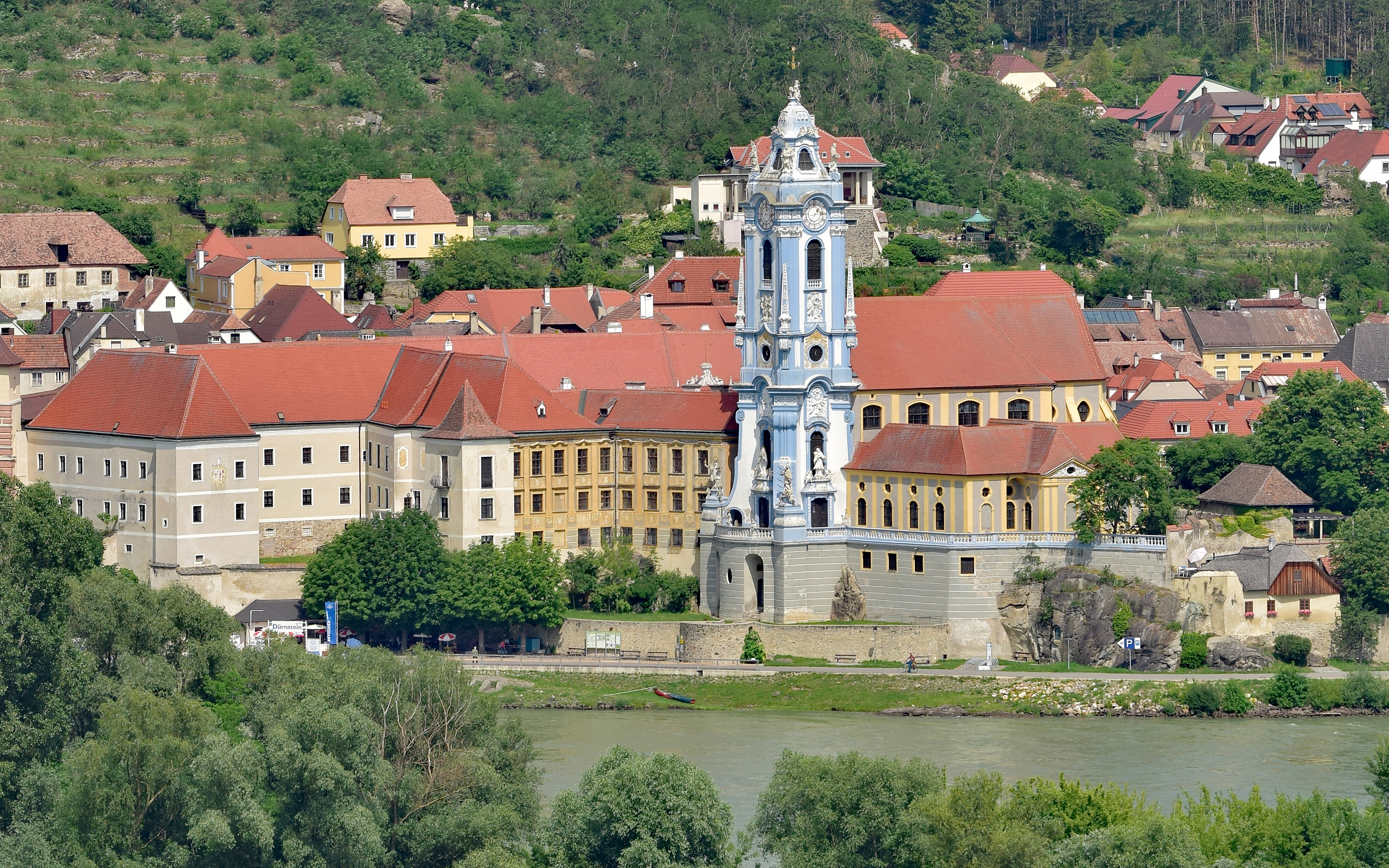
Bývalý klášter v Dürnsteinu

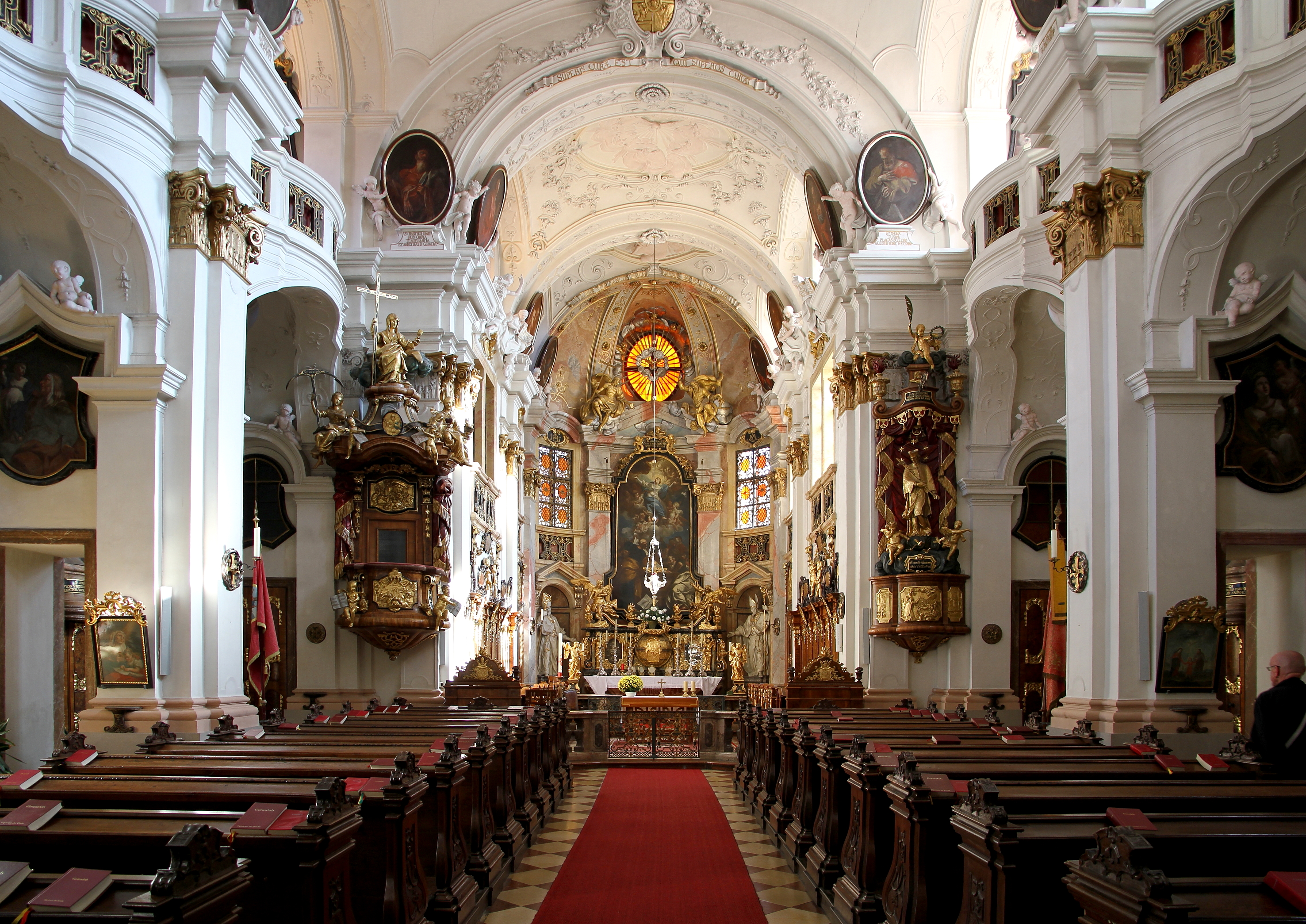
Interiér kostela

## Historie
- V roce 1372 byla na místě pozdějšího klášterního kostela postavena kaple ke cti Panny Marie.
- Roku 1400 byla kaple rozšířena i s vestavěnou kryptou.
- V roce 1410 byl založen klášter augustiniánů kanovníků.
- V roce 1710 byl Hieronymus Übelbacher (1674-1740) zvolen proboštem v Dürnsteinu. Vedl přestavbu kláštera v barokním slohu. Nynější architekturu a interiér navrhli a provedli architekt a stavitel Joseph Munggenast (1680-1740), stavitel Jakob Prandtauer (1660-1726) a stavitel Matthias Steinl (asi 1644-1727).
- V roce 1788 císař Josef II. klášter zrušil a jeho majetek byl přivtělen ke klášteru v Herzogenburgu, jemuž patří dosud.
- Od roku 2019 slouží jako klášterní muzeum a pokračuje zde centrum pro mezinárodní setkávání.

## Historie stavby
- 1371 postavila Elsbeth von Wallsee kapli Panny Marie a založila spolu se svým bratrancem Heidenreichem von Meissau 3 kaplanská místa.
- 1395 Hans III. von Meissau založil 4 kaplanská místa a nařídil, že každodenně budou slouženy tři mše.
- 1399 koupil Hans III. von Meissau a Stephan von Haslach statek ve Willendorfu a věnoval klášteru Dürnstein.
- 1402 za Otty IV. a Leutolda II. von Kuenring byla se souhlasem vévody Albrechta IV. Habsburského (1377-1404) kaple pevnosti Dürnstein sloučena s mariánskou kaplí. Tím byla zajištěná obživa pro 10 duchovních. To byl výrazný krok ve vývoji proboštství Dürnstein.
- 1408 jmenoval pasovský biskup hrabě Georg von Hohenlohe (asi 1350-1423) děkanem vrchního kaplana Stephana z Haslachu. Biskup hrabě Hohenlohe podporoval sloučení kostela s podmínkou, že během dvou let vznikne kolegiátní klášter.
- 1410 přesídlením augustiniánů kanovníků z Třeboně (Wittingau) do Dürnsteinu byla splněna podmínka biskupa Hohenlohe, jen místo kolegiátního kláštera vznikl klášter řádový. Když Stephan von Haslach odmítl, stal se proboštem kláštera v Dürnsteinu třeboňský kanovník Martin. Biskup hrabě Georg von Hohenlohe 14. června založení kláštera potvrdil. Byla k němu přičleněna fara v Dürnsteinu, kaple pevnosti Dürnstein a fara v Grafenwörthu.
- Roku 1710 se slavilo 300 let od založení kláštera; Hieronymus Übelbacher byl zvolen proboštem. Zahájil barokní přestavbu budov podle nové koncepce a byl koordinátorem uměleckých programů. Věž je vyzdobena reliéfy křížové cesty. Na koruně je oslaven kříž: symbol vítězství Krista nad utrpením a smrtí. Pod křížem stojí čtyři evangelisté jako Kristovi tlumočníci a čtyři obelisky na věži nesou obrazy apoštolů. Jsou to svědkové Krista, jeho života, utrpení a zmrtvýchvstání.
- Na fasádu věže dal probošt heslo teologického programu augustiniánů:Kříž je naše spása, křížem jsme byli spaseni, všechno utrpení končí slávou vzkříšení.
- 1788 - 1984 Od zrušení kláštera se po dvě století v budovách prováděly jen naléhavé údržbářské práce.

### Restaurování
- Od roku 1985 se společným úsilím kláštera v Herzogenburgu, Země dolnorakouské, Diecéze St. Pölten, „Spolkového ministerstva pro vědu a výzkum“, města Dürnstein, sdělovacích prostředků a mnoha soukromých dárců vybralo padesát milionů šilinků. Vnějšek i významné vnitřní prostory byly důkladně restaurovány.
- V roce 1994 začala rekonstrukce krypty a obvodového zdiva.
- Roku 1998 se oslavovalo dokončení vnějších oprav a následovala oprava klášterních budov, která byla ukončena roku 2018.

## Současnost
- V sezóně 2018–2019 byla otevřena nová stálá expozice muzea z dějin kláštera a kraje.